# Castell d'Alfofra
El castell d'Alfofra és un castell situat al terme municipal de Confrides (Marina Baixa, País Valencià), sobre un escarpat turó conegut com la Penya del Castellet. D'origen musulmà, va haver de ser profundament reformat després de la conquesta cristiana.

## Estat de conservació
Malgrat trobar-se en ruïnes, encara poden observar-se una gran quantitat d'elements del castell. Del seu recinte exterior només es conserven uns pocs llenços, que inclouen una torre quadrada i una altra circular, fundats sobre els cingles del cim. El recinte interior és de majors dimensions, i la seua muralla amb merlets -en la qual s'obri la porta d'accés amb un arc de mig punt- es reforça amb altres dues torres, també una circular i una altra quadrada.

## Protecció
Sota la protecció de la Declaració genèrica del Decret de 22 d'abril de 1949, i la Llei 16/1985 sobre el Patrimoni Històric Espanyol.
1. 1 2  «Inventari General del Patrimoni Cultural Valencià».